# Shenzhou

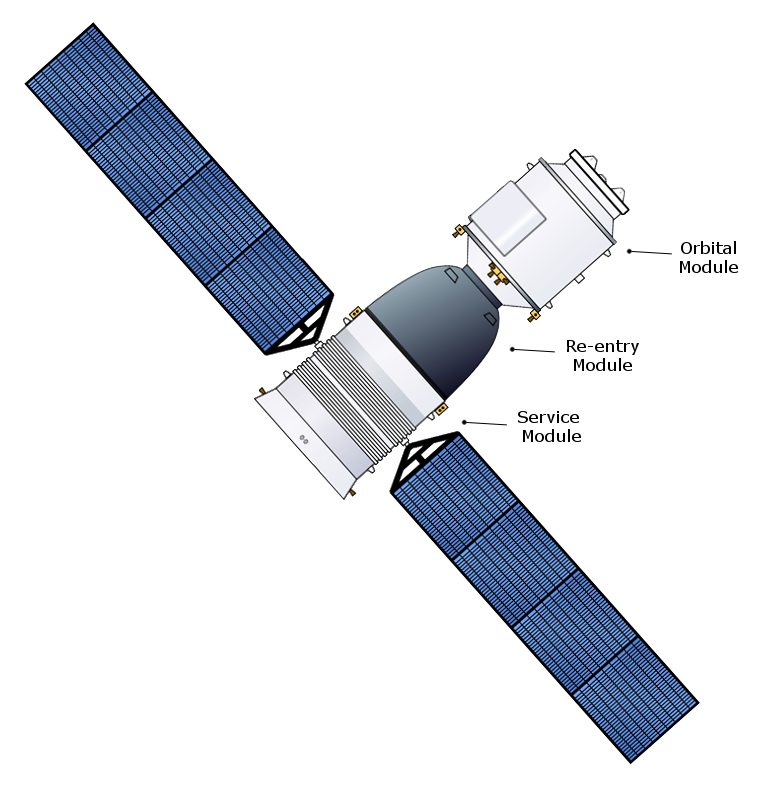
Shenzhou-Raumschiff

Shenzhou (chinesisch 神舟, Pinyin shénzhōu – „Götterboot“) ist ein für drei Personen ausgelegter, nicht wiederverwendbarer Raumschiff-Typ im Rahmen des Bemannten Raumfahrtprogramms der Volksrepublik China. Der erste unbemannte Testflug erfolgte am 19. November 1999, der erste bemannte Flug am 15. Oktober 2003.

## Geschichte

### Entwicklung
Obwohl China seit den 1950er Jahren Trägerraketen entwickelt, beschränkte sich der Bereich der bemannten Raumfahrt lange Zeit auf das Erstellen von Plänen. Erst mit dem Projekt 921-1 begann China 1992 mit der Umsetzung von der Theorie in die Praxis. Nachdem die „Zentrale Kommission für Spezialprojekte“ (中央专门委员会) beim Zentralkomitee der Kommunistischen Partei Chinas am 8. Januar 1992 die Parameter für das Projekt festgelegt hatte und am 17. Januar 1992 bei der Kommission für Wissenschaft, Technik und Industrie für Landesverteidigung eine „Arbeitsgruppe Machbarkeitsstudie bemanntes Raumfahrtprogramm“ unter der Leitung von Wang Yongzhi eingerichtet worden war, beschloss die Parteizelle der KPCh beim Ministerium für Luft- und Raumfahrtindustrie am 20. Januar 1992, dass die Chinesische Akademie für Weltraumtechnologie klären sollte, ob ein Raumschiff mit den dort vorhandenen oder prinzipiell möglichen Einrichtungen gebaut werden könnte.
Um die enormen Kosten des bemannten Raumfahrtprogramms vor der Bevölkerung rechtfertigen zu können, gab es 1992 von der politischen Führung des Projekts, also General Ding Henggao (丁衡高, * 1931) und seinen beiden Stellvertretern, Generalleutnant Shen Rongjun (沈荣骏, * 1936) und Liu Jiyuan (刘纪元), die Vorgabe, bei Chinas erstem Raumschiff nicht einfach Gagarins Wostok-Kapsel oder die Sojus TM – das damals modernste sowjetische Raumschiff – nachzubauen, sondern in einer Art Sprunginnovation die Sowjetunion bzw. Russland zu übertreffen. Wang Yongzhi, der Technische Direktor des bemannten Raumfahrtprogramms, war derselben Ansicht. Daher sind die Shenzhou-Raumschiffe, obwohl dem Sojus-Raumschiff sehr ähnlich, in fast allen Abmessungen größer als ihre russischen Gegenstücke. Die Gesamtmasse des Shenzhou-Raumschiffs liegt bei etwa 7,8 Tonnen, die Gesamtlänge beträgt 8,65 Meter, aber wie die Sojus ist es für eine Besatzung von drei Personen gedacht.

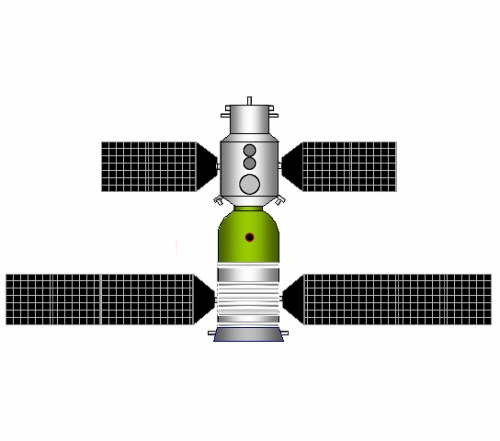
Shenzhou 1 bis Shenzhou 6

Das Raumfahrzeug besteht aus drei Modulen, dem Orbitalmodul als vorderem Teil, der Rückkehrkapsel als mittlerem und dem Servicemodul als hinterem Teil. Diese Bauart war nicht unumstritten. Etwa die Hälfte der Ingenieure, die 1992 an den Vorplanungen für das Projekt beteiligt waren, befürwortete ein Raumschiff mit nur zwei Komponenten, ohne das Orbitalmodul, da dies einfacher zu bauen und sicherer wäre. Am Ende wurde vom damaligen Ministerium für Luft- und Raumfahrtindustrie, einer Vorgängerorganisation der China Aerospace Science and Technology Corporation, der angesehene Raumfahrtingenieur Ren Xinmin als Schlichter entsandt, der, nach einer gewissen Einarbeitungszeit, die Entscheidung für die Variante mit drei Modulen traf.
Den Ausschlag hierbei gab das Koppelungssystem am vorderen Ende des Orbitalmoduls. Wenn auch die Mittel für das bemannte Raumfahrtprogramm nur schrittweise freigegeben wurden, so war in dem Ständigen Ausschuss des Politbüros der Kommunistischen Partei Chinas vorgelegten und von diesem am 21. September 1992 gebilligten Plan doch bereits von einem Weltraumlabor und später einer Raumstation die Rede, wofür ein Koppelungsmechanismus unabdingbar und eine zusätzliche Kabine (das Orbitalmodul) wünschenswert war. Wenn man zunächst nur ein einfaches Raumschiff für Erdumkreisungen gebaut hätte, hätte man danach in einem langwierigen und teuren Entwicklungsprozess noch einmal ein anderes Raumschiff entwerfen müssen.
Anders als bei der Sojus TM, wo bei der Rückkehr zur Erde das gesamte Raumschiff den Orbit verlässt, dann das Orbitalmodul und das Servicemodul abgetrennt werden und in der Atmosphäre verglühen, koppeln die Shenzhou-Raumschiffe noch in der Umlaufbahn vom Orbitalmodul ab und kehren erst dann zur Erde zurück. Auf diese Art kann das mit Experimenten bestückte Orbitalmodul noch mindestens ein halbes Jahr (in der Praxis wesentlich länger) genutzt werden. Dies war von Anfang an als erster Schritt zu einem Weltraumlabor gedacht, um herauszufinden, welche Experimente in der Umlaufbahn durchgeführt werden konnten und was hierfür nicht geeignet war. Gleichzeitig konnte sich so bei der Chinesischen Akademie der Wissenschaften eine Gruppe von Forschern zusammenfinden, die sich auf Experimente in der Schwerelosigkeit spezialisierten und mit dem Orbitalmodul bereits erste Erfahrungen sammeln konnten, um dann ihre Apparate für das eigentliche Weltraumlabor besser zu konstruieren.
Man einigte sich darauf, dass die Chinesische Akademie für Weltraumtechnologie in ihrer Pekinger „Fabrik 529“ das Orbitalmodul und die Rückkehrkapsel des Raumschiffs bauen sollte, die Shanghaier Akademie für Raumfahrttechnologie das Servicemodul. Die Projektleitung und Endmontage oblag der Akademie für Weltraumtechnologie. Chefkonstrukteur des Raumschiffs wurde Qi Faren, seit 1983 Direktor der Akademie für Weltraumtechnologie und bis dahin, neben seinen Verwaltungsaufgaben, Entwicklungsleiter für den Kommunikationssatelliten Dong Fang Hong 3. Das Shuguang-Raumschiff, bei dem Qi Faren seinerzeit für die Entwicklung der Druckkabine zuständig gewesen war, war Anfang der 1970er Jahre nie über ein Modell aus Holz und Pappe hinausgekommen; die Ingenieure mussten 1992 nicht nur das Raumschiff konstruieren, ohne über vorherige Erfahrungen zu verfügen, sondern auch die Einrichtungen zu seiner Herstellung. Als erstes baute die Akademie für Weltraumtechnologie in Peking einen Endmontage-Komplex, wo die einzelnen Systemkomponenten integriert und getestet werden konnten, wegen der englischen Bezeichnung Assembly, Integration and Test auch „AIT“ genannt. Dort installierte man die damals größte Vakuumkammer Asiens, ein Labor zur Überprüfung der elektromagnetischen Verträglichkeit der Komponenten und einen großen Rütteltisch, um die Vibrationen beim Start zu simulieren.

### Erste Flüge
Im Januar 1995 konnten die Ingenieure der Zentralen Kommission für Spezialprojekte melden, dass die Pläne für das Raumschiff fertig ausgearbeitet waren. Ihrer Bitte um Genehmigung für den Bau eines ersten Prototyps wurde stattgegeben.
Ursprünglich hieß das Raumschiff einfach nur „Chinesisches Bemanntes Raumschiff“ (中国载人飞船).
1993 erhielten aber alle an der Entwicklung beteiligten Institutionen eine Aufforderung, Vorschläge für einen besseren Namen zu machen. Die daraufhin eingereichten Namensvorschläge hatten meist einen bronzezeitlich-mythologischen Bezug: „Huaxia“ (华夏, die Bezeichnung für China während der Xia-Dynastie), „Jiuzhou“ (九州, die Neun Provinzen während der Xia- und Shang-Dynastie), „Tenglong“ (腾龙, „Emporsteigender Drache“), „Shenzhou“ (神舟, „Götterboot“). Anfang 1994 hatte man sich in einem informellen Entscheidungsfindungsprozess für „Shenzhou“ entschieden, was – mit anderen Schriftzeichen – auch die traditionelle Bezeichnung für China als Kulturraum ist. Offiziell wurde der Name dem Raumschiff von Staatspräsident Jiang Zemin im November 1999 vor dem Erstflug verliehen. Auch die Kalligrafie für die Beschriftung auf der Rückkehrkapsel stammt von Jiang Zemin.
Am 19. November 1999 startete Shenzhou 1 zu einem ersten unbemannten Testflug mit der Trägerrakete Langer Marsch 2F vom Kosmodrom Jiuquan. Mit der erfolgreichen Mission Shenzhou 5 am 15. Oktober 2003, elf Jahre nach dem Start des bemannten Raumfahrtprogramms, wurde China nach Russland und den USA die dritte Nation, die eine eigene Infrastruktur für bemannte Raumflüge unterhielt. Mit Shenzhou 6 hielten sich im Oktober 2005 erstmals längere Zeit zwei chinesische Raumfahrer im Weltraum auf. Ab der Mission Shenzhou 7, bei der Zhai Zhigang am 27. September 2008 Chinas ersten Außenbordeinsatz absolvierte, war nicht mehr vorgesehen, dass das Orbitalmodul des Raumschiffs nach dem Ende einer Mission für längere Zeit in der Erdumlaufbahn verblieb und als Raumlabor diente. Daher befinden sich seit Shenzhou 7 keine Solarmodule mehr am Orbitalmodul.
Mit Shenzhou 8 bis Shenzhou 11 folgten zwischen 2011 und 2016 eine Reihe von Missionen, bei denen unter anderem die Technologien für automatische und manuelle Koppelmanöver erprobt wurden.

## Fallschirm

### Hauptfallschirm

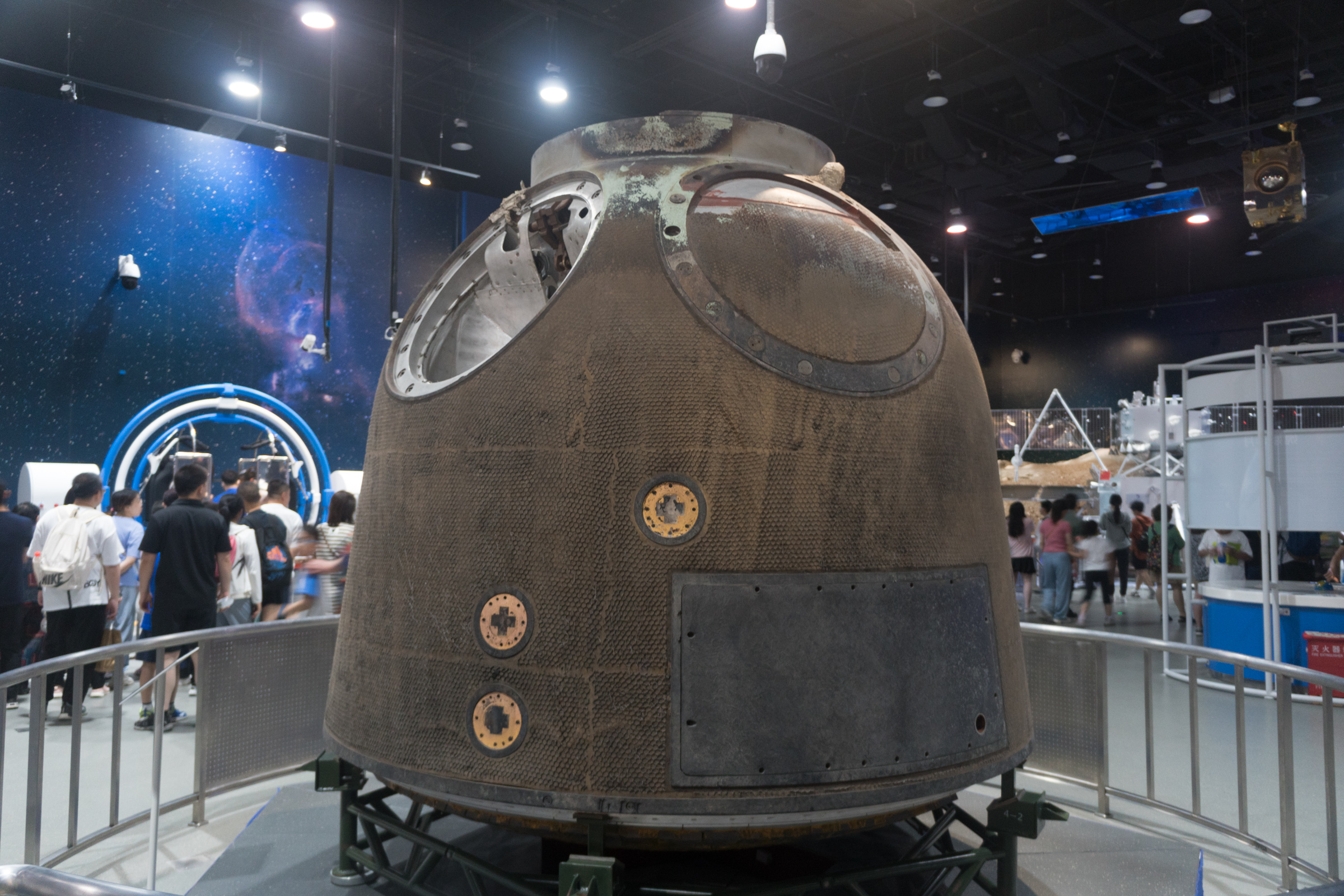
Landekapsel von Shenzhou 1. Links die Kammer für den ausgelösten Hauptfallschirm, rechts die Kammer für den Reservefallschirm.

Anders als zum Beispiel die fast 6 t schweren Apollo-Kapseln verwendet die 3 t schwere Landekapsel des Shenzhou-Raumschiffs nur einen Fallschirm. Der gut 90 kg schwere Fallschirm besitzt eine Fläche von 1200 m² (rund 200 m² mehr als bei der Sojus TMA). Er ist, auf ein Volumen von knapp 200 l zusammengefaltet, in dem silbernen Hohlraum auf dem nebenstehenden Bild verstaut. In einer Höhe von 15 km, wenn die Luftreibung die Geschwindigkeit der Kapsel von ursprünglich 7900 m/s auf 200 m/s, also Unterschallgeschwindigkeit reduziert hat, öffnet sich zunächst ein kleiner Pilotfallschirm, dann ein etwas größerer Bremsschirm. Dieser zieht schließlich den Hauptfallschirm aus der Fallschirmkammer.
Über 96 Fallschirmschnüre von 2,5 mm Durchmesser, 46,2 m Länge und einer Zugfestigkeit von jeweils 300 kg sowie einige meterlange Gurte ist er mit der Landekapsel verbunden. Der Fallschirm besteht aus mehr als 1900 Stoffstücken, die von Hand so zusammengenäht werden, dass – aus aerodynamischen Gründen – in Querrichtung Öffnungen zwischen ihnen bleiben.
Da an dem Fallschirm teilweise nur eine Person arbeiten kann, benötigt eine Schneiderin ein Jahr, um ein Exemplar herzustellen.

### Reservefallschirm
Für den Fall, dass sich der Hauptfallschirm nicht korrekt öffnet, befindet sich in einer separaten Kammer der Kapsel ein Reservefallschirm mit einer Fläche von 760 m². Um eine wechselseitige Verwicklung zu vermeiden, wird der Hauptfallschirm in einem derartigen Fall abgetrennt und erst dann der Reservefallschirm ausgelöst. Obwohl der Reservefallschirm kleiner ist, ist mit ihm ebenfalls eine sichere Landung gewährleistet.

## Versionen ab 2021

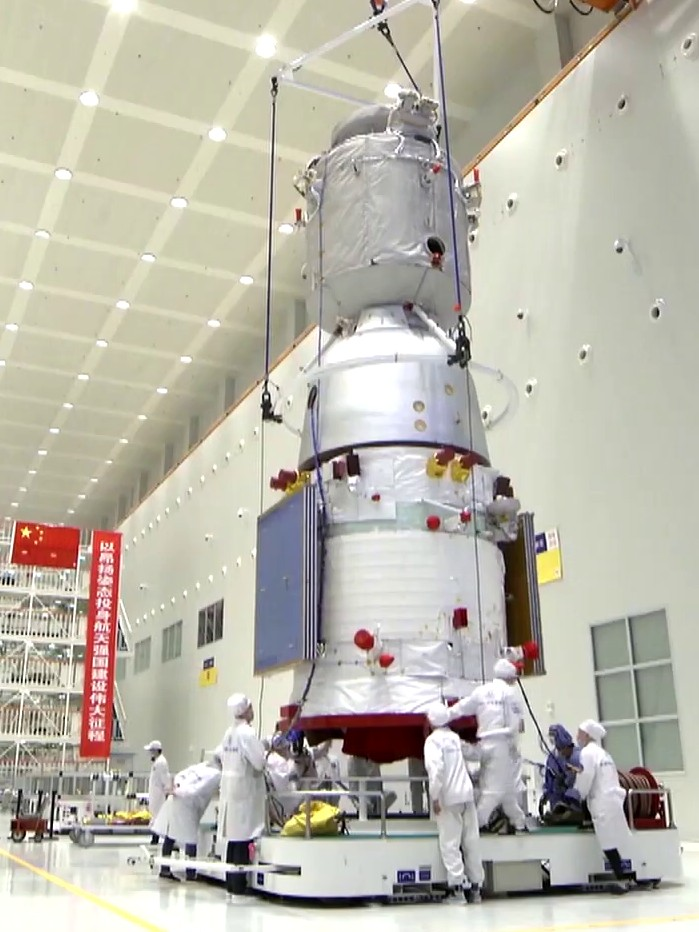
Shenzhou-Raumschiff bei der Endmontage (2022)

Für die Flüge zur Chinesischen Raumstation ab 2021 wurde das Raumschiff so umkonstruiert, dass es auf einer schnellen Flugbahn sechs Stunden nach dem Start autonom am Ziel ankoppeln kann. Zum Vergleich: der Flug zum Raumlabor Tiangong 2 im Oktober 2016 dauerte zwei Tage. Auch die Stoßdämpfer im Koppeladapter wurden von 9 t auf 180 t verstärkt, die träge Masse, die die Station plus angedockte Raumschiffe im endgültigen Ausbauzustand mit sechs Modulen haben wird.
Einmal angedockt, kann das Raumschiff nun 180 Tage, also sechs Monate, im Orbit bleiben. Die Landesysteme wurden insofern verbessert, dass eine genauere Ansteuerung des Zielorts möglich ist. Dies wurde am 17. September 2021 am Ende der Mission Shenzhou 12 erstmals erprobt. Dort fand die Rückkehr nicht mehr auf dem bisherigen Hauptlandeplatz der Strategischen Kampfunterstützungstruppe im Dörbed-Banner statt, wo 2000 km² Steppe plus das Grasland der umliegenden Banner zur Verfügung stehen, sondern auf dem Ostwind-Landeplatz in der Badain-Jaran-Wüste, die mit ihren Sanddünen und Oasenseen ein wesentlich anspruchsvolleres Gelände darstellt.
Am 16. April 2022 wurde zum Abschluss der Mission Shenzhou 13 erstmals eine schnelle Rückkehr erprobt. Durch Reduzierung der Bahnkorrekturschritte wurde die Zeit zwischen dem Abkoppeln von der Raumstation bis zur Landung von 28 Stunden, also mehr als einem Tag, auf etwas über 9 Stunden reduziert. Dies gestaltete zum einen den Flug für die Raumfahrer angenehmer, zum anderen verkürzte sich die Arbeitszeit für das zahlreiche in die Landung eingebundene Bodenpersonal, was die Kosteneffizienz der Missionen steigerte.
Beim Wiedereintritt in die Atmosphäre übernimmt die Bodenstation Kaschgar des Satellitenkontrollzentrums Xi’an (nicht zu verwechseln mit der Tiefraumstation 130 km südlich der Stadt) eine letzte Kontrolle der Bordsysteme. Dann bricht durch die die Landekapsel umströmende, erhitzte und ionisierte Luft die Verbindung für eine Weile ab. Danach befindet sich die Kapsel bereits im Bereich des Ostwind-Landeplatzes. Die Funkbake der Landekapsel schaltet sich ein und weist den Bergungsmannschaften den Weg zur erwarteten Landestelle. Für den Fall einer Notlandung außerhalb Chinas erfolgt die Lokalisierung der Kapsel über das internationale COSPAS-SARSAT-System.

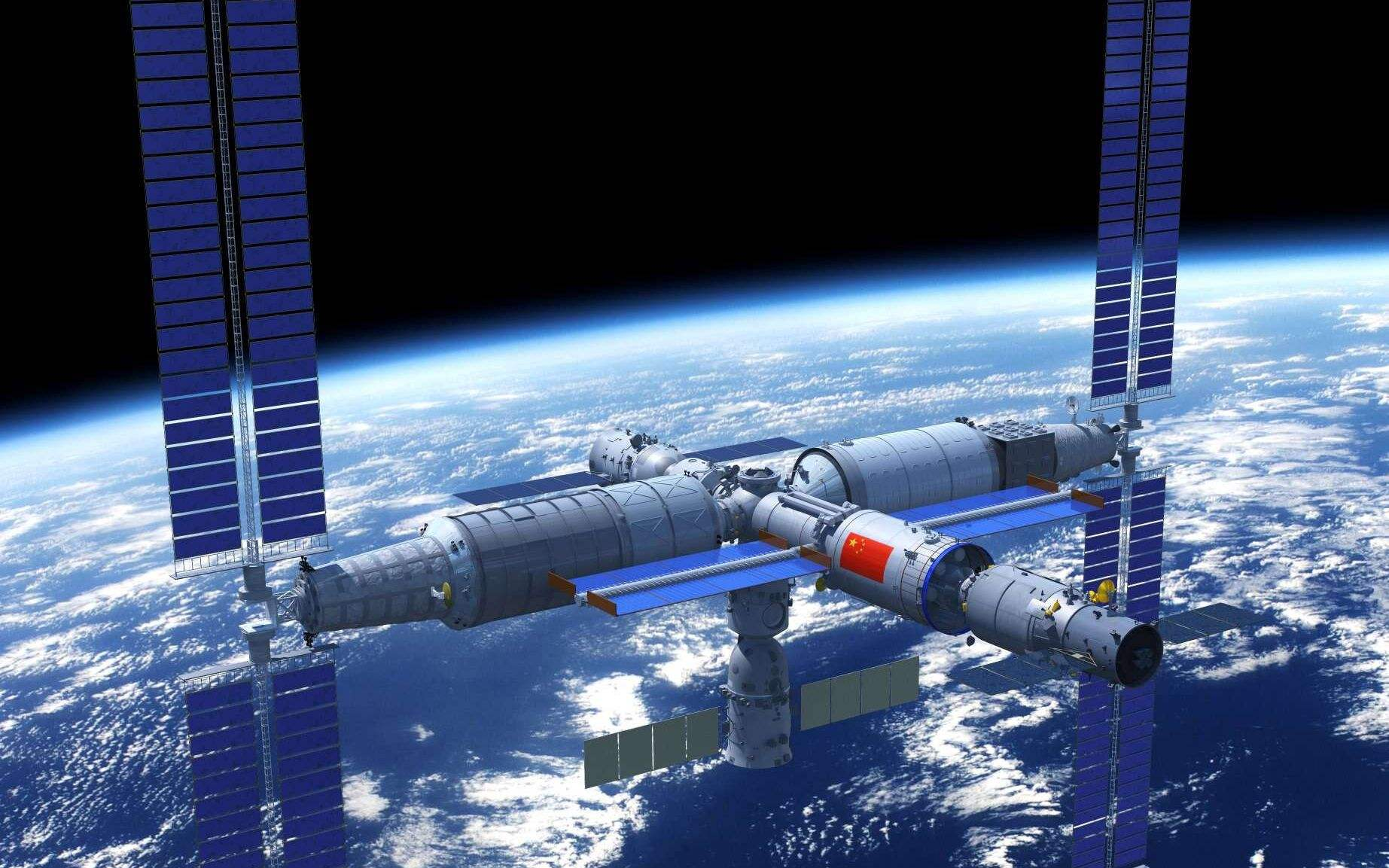
Die Chinesische Raumstation, unten ein radial angedocktes Shenzhou-Raumschiff.

Die Kommunikation zwischen Raumschiff und Raumfahrtkontrollzentrum erfolgt üblicherweise über die geostationären Tianlian-Relaissatelliten. Beim Betrieb der Raumstation lässt es sich oft nicht vermeiden, dass ein Raumschiff an der der Erde zugewandten Nadirschleuse des Kernmoduls andockt, und es kann vorkommen, dass die von der Erde aus gesehen über dem Raumschiff befindliche Station mit ihren Solarmodulen und angekoppelten Raumfrachtern die Sichtverbindung zu einem Relaissatelliten blockiert. Daher baut das Raumschiff vor dem Abdocken eine Hochgeschwindigkeitsverbindung mit dem Kernmodul auf und kommuniziert über dieses als weiteres zwischengeschaltetes Relais mit den Tianlian-Satelliten. Auch während des Abdockvorgangs kommuniziert das Raumschiff über diese Verbindung mit dem Kernmodul. Sowohl die Shenzhou-Raumschiffe als auch die Raumstation besitzen Empfänger für das Beidou-Satellitennavigationssystem. Die Station teilt dem Raumschiff ständig mit, wo sie sich gerade befindet, sodass letzteres Kollisionen vermeiden kann.
Ein weiteres Problem bei einem an der Nadirschleuse angedockten Raumschiff ist, dass sich die Außenhülle durch die langen Zeiten der Verschattung auf bis zu −100 °C abkühlt. Auf der anderen Seite kann sie sich bei gewissen Positionen auf der Umlaufbahn auf bis zu +100 °C erwärmen. Daher versahen die Ingenieure das Raumschiff mit einer besonderen Lackierung, die sowohl wenig Hitze abstrahlt als auch wenig Hitze absorbiert. Bei Messungen während der Mission Shenzhou 13 (das erste Mal, dass ein Raumschiff an der Nadirschleuse angedockt war) wurde festgestellt, dass bei besagten Außentemperaturen die Temperatur im Inneren des Raumschiffs dank der Lackierung zwischen 18 und 26 °C blieb.
Während der Zeit, wo ein Shenzhou-Raumschiff angedockt ist, trägt es mit seinen Solarmodulen über die Ringleitungen im Koppeladapter zur Stromversorgung der Station bei.
Für die regelmäßigen Flüge zur Chinesischen Raumstation wurde 2021 ein Rotationssystem eingeführt, bei dem jeweils ein Raumschiff als Rettungsraumschiff bereitgehalten wird und dann bei der nächsten Mission regulär zum Einsatz kommt. Das bedeutet zum Beispiel, dass das Raumschiff Shenzhou 18, dessen Start für Frühjahr 2024 geplant ist, bereits im Herbst 2023 beim Start von Shenzhou 17 auf dem Kosmodrom Jiuquan fertig montiert für einen Noteinsatz bereitstehen muss, durch Schutzdecken vor Kälte, Feuchtigkeit und Wüstenstaub geschützt. Das erfordert wiederum einen frühen Produktionsbeginn: mit dem Bau von Shenzhou 18 wurde im Februar 2022 begonnen. Heute werden die Shenzhou-Raumschiffe in Serie gefertigt. Die erste Serie umfasste Shenzhou 12 bis Shenzhou 15, also die Bauphase der Chinesischen Raumstation, die zweite Serie Shenzhou 16 bis Shenzhou 21, also die erste Betriebsphase der Station. Bei der zweiten Serie ab Shenzhou 16 hatte man vor allem im Inneren des Raumschiffs Veränderungen vorgenommen. So hatte man nach Möglichkeit auf laute Farben verzichtet und einen weichen Beigeton gewählt. Auch die Anzeigen auf der Instrumententafel waren vereinfacht und leichter ablesbar gemacht worden.
Durch den Verzicht auf die kleine Küche mit Mikrowellenherd im Orbitalmodul – der Anflug zur Raumstation dauert nur wenige Stunden statt der zwei Tage bei den Tiangong-Raumlabors – konnte die Frachtkapazität beim Flug ins All von 300 kg auf 330 kg gesteigert werden. In der untenstehenden Tabelle sind die einzelnen Serien durch Querbalken voneinander getrennt.
Rong Yi, die Chefkonstrukteurin der Trägerrakete Langer Marsch 2F/G, ging im März 2023 davon aus, dass mit dem Shenzhou-Raumschiff bis 2033 jedes Jahr zwei reguläre Flüge zur Raumstation stattfinden würden.

## Frachttransport
Nach dem Übergang in die Nutzungs- und Erweiterungsphase der Chinesischen Raumstation am 24. Februar 2023 wuchs Zahl und Gesamtgewicht der Materialproben, die für weitere Untersuchungen zur Erde zurückgebracht werden müssen. Da in der Shenzhou-Landkapsel nur begrenzt Fracht mitgenommen werden kann, kam es zu einer Konkurrenzsituation zwischen den Wissenschaftlergruppen.
Um das Problem kurzfristig zu lösen – das Bemannte Raumschiff der neuen Generation wird erst in den 2030er Jahren für Flüge zur Raumstation eingesetzt – arbeiten die Ingenieure bei der Chinesischen Akademie für Weltraumtechnologie unter der Leitung von He Yu (何宇, * 1971), dem Kommandanten des Raumschiffsystems beim bemannten Raumfahrtprogramm, daran, die Rückfrachtkapazität der Shenzhou-Landekapsel von derzeit 50 kg auf 100 kg zu verdoppeln.
Parallel dazu verfolgt man den Plan, eine Frachterversion des Shenzhou-Raumschiffs zu bauen. Diese wäre im Prinzip mit der ursprünglichen Version des Raumschiffs identisch, allerdings ohne Lebenserhaltungssysteme, die Überlebensausrüstung für Notlandungen, Druckliegen und Steuerkonsole.
Hiefür wären keine neuen Produktions- und Testeinrichtungen nötig, sondern man würde die existierende Infrastruktur nutzen. Zur weiteren Kosteneinsparung beabsichtigt man, aus zurückgekehrten Mannschaftskapseln Geräte auszubauen und nach gründlicher Überprüfung in den Frachtkapseln erneut zu verwenden.

## Missionen
| Mission     | Start                 | Landung                 | Dauer                    | Bemerkung |
| ----------- | --------------------- | ----------------------- | ------------------------ | --- |
| Shenzhou 1  | 19. November 1999     | 20. November 1999       | 21 Std. 11 Min.          | Unbemannter Erstflug |
| Shenzhou 2  | 9. Januar 2001        | 16. Januar 2001         | 7 Tage 10 Std. 22 Min.   | „In-Orbit“–Manöver, Test der Lebenserhaltungssysteme                                                                                     |
| Shenzhou 3  | 25. März 2002         | 1. April 2002           | 6 Tage 18 Std. 51 Min.   | Flug mit einem Testdummy |
| Shenzhou 4  | 29. Dezember 2002     | 5. Januar 2003          | 6 Tage 18 Std. 36 Min.   | Test aller benötigten Subsysteme |
| Shenzhou 5  | 15. Oktober 2003      | 15. Oktober 2003        | 21 Std. 23 Min.          | Erster bemannter Flug |
| Shenzhou 6  | 12. Oktober 2005      | 12. Oktober 2005        | 4 Tage 19 Std. 33 Min.   | Bemannter Flug mit zwei Raumfahrern |
| Shenzhou 7  | 25. September 2008    | 28. September 2008      | 2 Tage 20 Std. 27 Min.   | Drei-Personen-Flug mit Außenbordeinsatz                                                                                                  |
| Shenzhou 8  | 31. Oktober 2011      | 17. November 2011       | 16 Tage 13 Std. 34 Min.  | Unbemannt, Erprobung eines Dockingmanövers mit Tiangong 1                                                                                |
| Shenzhou 9  | 16. Juni 2012         | 29. Juni 2012           | 12 Tage 15 Std. 24 Min.  | Bemanntes Dockingmanöver mit Tiangong 1, erste Chinesin im All                                                                           |
| Shenzhou 10 | 11. Juni 2013         | 26. Juni 2013           | 14 Tage 14 Std. 29 Min.  | Wissenschaftliche Experimente an Bord von Tiangong 1, erster Mandschu im All                                                             |
| Shenzhou 11 | 17. Oktober 2016      | 18. November 2016       | 32 Tage 6 Std. 25 Min.   | Bemannter Flug zum Weltraumlabor Tiangong 2                                                                                              |
|             |                       |                         |                          | |
| Shenzhou 12 | 17. Juni 2021         | 17. September 2021      | 92 Tage 4 Std. 12 Min.   | Bemannter Flug zur Chinesischen Raumstation                                                                                              |
| Shenzhou 13 | 15. Oktober 2021      | 16. April 2022          | 182 Tage 9 Std. 33 Min.  | Bemannter Flug zur Chinesischen Raumstation Besatzung: Zhai Zhigang (2), Ye Guangfu, Wang Yaping (2), erste Chinesin im Außenbordeinsatz |
| Shenzhou 14 | 5. Juni 2022          | 4. Dezember 2022        | 182 Tage 9 Std. 25 Min.  | Flug zur Chinesischen Raumstation, Montage der Wissenschaftsmodule                                                                       |
| Shenzhou 15 | 29. November 2022     | 3. Juni 2023            | 186 Tage 7 Std. 25 Min.  | Bemannter Flug zur Chinesischen Raumstation                                                                                              |
|             |                       |                         |                          | |
| Shenzhou 16 | 30. Mai 2023          | 31. Oktober 2023        | 153 Tage 22 Std. 40 Min. | Flug zur Chinesischen Raumstation, erste Mannschaft mit Bordingenieur und Nutzlastexperte                                                |
| Shenzhou 17 | 26. Oktober 2023      | 30. April 2024          | 187 Tage 6 Std. 32 Min.  | Bemannter Flug zur Chinesischen Raumstation                                                                                              |
| Shenzhou 18 | 25. April 2024        | 3. November 2024        | 192 Tage 4 Std. 25 Min.  | Bemannter Flug zur Chinesischen Raumstation Besatzung: Ye Guangfu (2), Li Cong, Li Guangsu                                               |
| Shenzhou 19 | 29. Oktober 2024      | 30. April 2025          | 183 Tage                 | Bemannter Flug zur Chinesischen Raumstation Besatzung: Cai Xuzhe (2), Song Lingdong, Wang Haoze                                          |
| Shenzhou 20 | 24. April 2025        | Herbst 2025 (geplant)   |                          | Bemannter Flug zur Chinesischen Raumstation Besatzung: Chen Dong (3), Chen Zhongrui, Wang Jie                                            |
| Shenzhou 21 | Herbst 2025 (geplant) | Frühjahr 2026 (geplant) |                          | Bemannter Flug zur Chinesischen Raumstation                                                                                              |